# Casimir Maistre
Pour les articles homonymes, voir Maistre.
Casimir Maistre, né à Villeneuvette (Hérault) le 24 septembre 1867 et mort à Montpellier le 20 septembre 1957, est un géographe français, explorateur en Afrique, puis directeur de manufacture.

## Biographie
Léon Joseph Casimir Maistre est le quatrième enfant de Jules Maistre et d’Anne-Marie Bosc.
À 18 ans, alors qu'il suit le cours de Navale au lycée Saint-Louis, passionné par l'épopée de la colonisation qui débute, il adresse à la Société de géographie un projet d'exploration du Congo qui est apprécié par le secrétaire général. Celui-ci le reçoit et l'encourage à terminer ses études avant de se lancer dans l'aventure.
De 1889 à 1891, il abandonne la préparation à l'École navale pour participer avec Georges Foucart à une importante exploration de l'île de Madagascar, dirigée par le docteur Catat. La mission dont l'a chargé malgré son jeune âge - il n'a que 21 ans - le ministère de l'instruction publique consiste à étudier les ressources de l'île en vue de sa colonisation. À la suite du massacre de la mission Crampel, le Comité de l'Afrique française lui confie le commandement d'une expédition en Oubangui destinée à renforcer la mission Dybowski. Après une longue préparation, il embarque à Bordeaux le 10 janvier 1892 et arrive à Brazzaville où il rencontre Dybowski, malade, que l'on rapatrie sur la France. Casimir le remplace alors à la tête de la mission et recrute également Ferdinand de Béhagle, Clozel et Albert Bonnel de Mézières. Il remonte les fleuves Congo et Oubangui et arrive aux premiers jours de juin au poste de Bangui. Le 29 juin, l'expédition, qui comprend cinq Européens, quitte le poste de la Kémo et s'engage dans les régions inexplorées. Elle parcourt ainsi plus de 5000 kilomètres, du bassin du Congo au Soudan. Maistre peut constater que les deux fleuves du Chari et du Logone, navigables en toute saison, sont les principales voies d'accès vers le Soudan et le lac Tchad. Grâce aux traités conclus avec les chefs indigènes, il établit l'influence française dans les pays compris entre le Baguirmi, l'Oubangui et l'Adamaoua. À son retour le gouvernement français lui décerne la Légion d'honneur pour « services exceptionnels ». En 1894, il est honoré par la Société de géographie de la Médaille d'or pour les voyages d'études, missions et travaux de reconnaissance pour son exploration du Congo au Niger. L'année suivante, il publie en deux ouvrages le récit de cette aventure sous les titres : À travers l'Afrique centrale, du Congo au Niger (1892-1893), puis en 1902, La région du Bahr Sara.
À son retour, son père lui demande alors de l’aider dans la gestion de la manufacture de Villeneuvette, que sa famille dirige depuis plus d'un siècle. Casimir épouse alors Mlle Valentine Guerre, devient directeur à la suite de son père et ne repart plus.
Il a ramené d’Afrique, Yombo, un jeune Africain d’une douzaine d’années, esclave en fuite qui a suivi la mission à travers le Congo. Ce dernier meurt d’une blessure mal soignée à la jambe en 1925. Sa tombe est située au cimetière de Villeneuvette.
Casimir et Valentine Maistre sont inhumés à Montpellier.

## Publications
- 1895 : À travers l'Afrique centrale, du Congo au Niger (1892-1893)
- 1902 : La région du Bahr Sara
- 1933 : La Mission Congo-Niger, 1892-1893

## Témoignage
Une plaque apposée sur le mur de sa maison natale à Villeneuvette résume sa vie aventureuse au Congo :
« Casimir Maistre naquit dans cette maison le 25 septembre 1867,
Après avoir exploré Madagascar en 1889-1890 avec le Dr Catat,
Il dirigea en 1892-1894 la mission Congo-Niger
Durant de longues années la ville de Kelo (Tchad) porta son nom.
Il mourut à Montpellier le 20 septembre 1957. »
Il est né en réalité le 24 septembre et fut déclaré le lendemain matin à la mairie de Villeneuvette.